# Pflegeheim Rating Report
Der Pflegeheim Rating Report ist eine Reihe wirtschaftswissenschaftlicher Studien, welche die finanzwirtschaftliche Situation der deutschen Pflegeheime durch aktuelle und zukünftige Ratings analysiert. Das wichtigste Ziel dabei ist die Schaffung von Transparenz im deutschen Pflegeheimmarkt. Daraus abgeleitet ergibt sich der Anspruch, den Entscheidungsträgern auf den verschiedenen Ebenen (Pflegeheime und deren Geschäftspartner, Politik, sozialen Pflegeversicherung, Banken und Investoren) empirisch abgesicherte Erkenntnisse über diesen Markt an die Hand zu geben.

## Geschichte
Als Vorgängerstudie für Pflegeheime wurde 2004 erstmals unter dem Namen „Insolvenzrisiken von Krankenhäusern – Bewertung und Transparenz unter Basel II“ die Bonität bzw. die Kreditwürdigkeit deutscher Krankenhäuser bewertet. In die Studie flossen Jahresabschlüsse von 212 deutschen Krankenhäusern und extern zugängliche, krankenhausspezifische Daten ein. 2006 wurden unter dem Namen „Pflegeversicherung, Ratings und Demografie - Herausforderungen für deutsche Pflegeheime“ erstmals die Kreditwürdigkeit deutscher Pflegeheime bewertet. Unter Berücksichtigung der pflegeheimspezifischen Entwicklungen wurden die aktuellen Jahresabschlüsse von etwa 500 Pflegeheimen (116 Jahresabschlüsse) analysiert, bewertet und fortgeschrieben. Seit 2007 erscheint der „Pflegeheim Rating Report“ alle zwei Jahre. Der "Krankenhaus Rating Report" erscheint seit 2006 jährlich, der „Reha Rating Report“ seit 2007 regelmäßig.

## Aufbau und Ordnung
Die Studien beschreiben sowohl den deutschen Pflegeheimmarkt bezüglich Leistungen, Preise, Kosten, Fördermittel und Kapazitäten, als auch die Ratings der Pflegeheime im Status quo und in Projektionen. Segmentierungen nach Trägerschaft, Region etc. werden durch bi- und multivariaten Analysen bewertet und anhand zahlreicher farbiger Schaubilder, Karten, Tabellen und zahlreichen Benchmarks veranschaulicht. Die Ergebnisse sind anonymisiert, die Namen und Ratings der untersuchten Heime werden nicht veröffentlicht.

## Inhaltliche Aspekte
Der „Pflegeheim Rating Report 2015“ untersucht zum fünften Mal die derzeitige und zukünftige Situation des deutschen Pflegemarkts und schlägt Maßnahmen vor, mit denen den drohenden Engpässen begegnet werden könnte. Für die aktuelle Ausgabe werteten RWI, HCB GmbH und Philips GmbH 469 Jahresabschlüsse aus, die insgesamt 2 252 Pflegeheime umfassen. Zudem berücksichtigt der Report amtliche Daten des Statistischen Bundesamts aller rund 13 000 Pflegeheime, 12 700 ambulanter Dienste und 2,6 Millionen Pflegebedürftige.
Die Pflegeheime stehen derzeit wirtschaftlich gut da. Fast drei Viertel (72 Prozent) haben eine sehr gute Bonität und nur 7 Prozent eine erhöhte Insolvenzgefahr. Zum Vergleich: Bei Krankenhäusern sind 16 Prozent stark insolvenzbedroht. Bis 2030 sind ein Drittel mehr Bürger pflegebedürftig und bis zu 321.000 stationäre Pflegeplätze werden zusätzlich benötigt.

## Kern-Autoren-Team (an allen Reports beteiligt)
- Sebastian Krolop (Vice President and Partner EMEA Philips Healthcare Transformation Services)
- Boris Augurzky (Leiter Kompetenzbereich “Gesundheit”, Rheinisch-Westfälischen Instituts für Wirtschaftsforschung (RWI) in Essen)

## Reports
Bisher sind die folgenden Pflegeheim Rating Reports erschienen:
| Jahr | Titel                                                                                   | Kern-Autoren                     | ISBN                   |
| ---- | --------------------------------------------------------------------------------------- | -------------------------------- | ---------------------- |
| 2006 | Pflegeversicherung, Ratings und Demografie – Herausforderungen für deutsche Pflegeheime | Sebastian Krolop, Boris Augurzky | ISBN 3-936454-68-X     |
| 2007 | Pflegeheim Rating Report 2007 – Wachstum und Restrukturierung                           | Sebastian Krolop, Boris Augurzky | ISBN 978-3-86788-029-9 |
| 2009 | Pflegeheim Rating Report 2009 – Konsolidierung voraus!                                  | Sebastian Krolop, Boris Augurzky | ISBN 978-3-86788-132-6 |
| 2011 | Pflegeheim Rating Report 2011 – Boom ohne Arbeitskräfte                                 | Sebastian Krolop, Boris Augurzky | ISBN 978-3-86788-308-5 |
| 2013 | Pflegeheim Rating Report 2013 – Boom ohne Arbeitskräfte                                 | Sebastian Krolop, Boris Augurzky | ISBN 978-3-86630-300-3 |
| 2015 | Pflegeheim Rating Report 2015                                                           | Sebastian Krolop, Boris Augurzky | ISBN 978-3-86630-448-2 |